# Eudonia leucogramma
Eudonia leucogramma là một loài bướm đêm trong họ Crambidae.